# Akber aga Cheikh-ul-Islam
Akber aga Cheikh-ul-Islam ou Cheïkhulislamov (en azéri : Akbar ağa İbrahim oğlu Şeyxülislamov), né le 9 mars 1892 à Bakou (Empire russe) et mort le 2 mars 1961 à Paris 7e, est un homme politique azéri, notamment connu pour avoir été membre du gouvernement de la République démocratique d'Azerbaïdjan.

## Éducation
Akber aga Ibrahim oglu Cheikh-ul-Islam naît en 1891 à Erevan (gouvernement d'Erevan, Empire russe). Après des études secondaires au gymnasium de la ville, il intègre l'université des transports de Saint-Pétersbourg.
Après la révolution de février 1917, la situation politique tendue conduit Cheikh-ul-Islam à retourner dans sa région natale dès la fin de ses études, sans toutefois obtenir de diplôme.

## Activité politique
Début 1918, il se lance en politique au sein de l'Assemblée parlementaire transcaucasienne établie à Tiflis en février de la même année. Il est membre du parti menchevique Hummet, qui compte plusieurs adhérents dans la faction musulmane approuvée par l'Assemblée le 28 février.
Cheikh-ul-Islam occupe le poste de ministre de l'Agriculture et du Travail dans le gouvernement formé par Fatali Khan Khoyski.
Par la suite, il est membre de l'Internationale d'Azerbaïdjan à Paris dans les années 1920. Avant la Seconde Guerre mondiale, il écrit un article intitulé « La Fondation de l'Azerbaïdjan » dans le magazine russophone Azerbaïdjan (no 2) à Paris. Cet article donne un compte rendu détaillé des événements historiques ayant eu lieu du 26 au 28 mai 1918. L'article sera republié à Ankara dans la revue Mujahid (no 49-50, 1962).